# Opuntia turbinata
Opuntia turbinata ist eine Pflanzenart in der Gattung der Opuntien (Opuntia) aus der Familie der Kakteengewächse (Cactaceae). Das Artepitheton turbinata stammt aus dem Lateinischen, bedeutet ‚kreiselförmig‘ und verweist auf die Form der Früchte der Art.

## Beschreibung
Opuntia turbinata wächst strauchig mit etwas aufrechten Zweigen, ist reich verzweigt und erreicht Wuchshöhen von bis zu 1,5 Meter. Die glauk-hellgrünen, dicken, ovalen bis verkehrt eiförmigen bis kreisrunden Triebabschnitte sind bis zu 15 Zentimeter lang. Ihre Areolen sind hervorstehend. Die ein bis fünf hellgelben Dornen werden im Alter bräunlich und sind 2 bis 3 Zentimeter lang.
Die hellgelben Blüten erreichen einen Durchmesser von bis zu 5,5 Zentimeter. Die kugel- bis kreiselförmigen purpurfarbenen Früchte sind bis zu 4 Zentimeter lang.

## Verbreitung und Systematik
Opuntia turbinata ist in den Vereinigten Staaten in den Bundesstaaten Georgia und Florida verbreitet.
Die Erstbeschreibung durch John Kunkel Small wurde 1933 veröffentlicht.

## Nachweise